# Août 1753
Le mois de août 1753 est le 8e mois de l'année 1753.

## Naissances
- 2 août : Paul Guillaume de Daunant (mort le 9 février 1818), homme politique français
- 3 août : Charles Stanhope (mort le 15 décembre 1816), scientifique britannique
- 4 août : Aurelio de' Giorgi Bertola (mort le 30 juin 1798), écrivain et poète italien
- 5 août
  - François Lozeran de Fressac (mort le 6 juillet 1824), personnalité politique française
  - Laurynas Gucevičius (mort le 21 décembre 1798), architecte polono-lituanien
- 6 août
  - August Friedrich Wilhelm Crome (mort le 11 juin 1833), économiste et statisticien allemand
  - François Levaillant (mort le 22 novembre 1824), voyageur et savant naturaliste
  - Pierre Cuillier-Perron (mort le 21 mai 1834), aventurier et général français
- 7 août : François Lecerf (mort le 10 septembre 1806), personnalité politique française
- 8 août
  - Arnold Croiset (mort après 1826), général hollandais au service de l’Empire.
  - Sébastien Chossat (mort le 8 novembre 1811), militaire français de la Révolution et de l’Empire
- 9 août
  - Christian Kruse (mort le 4 janvier 1827), historien allemand
  - Louis Nicolas Bretocq (mort le 2 mai 1833), personnalité politique française
- 10 août
  - Edmund Randolph (mort le 12 septembre 1813), procureur général des États-Unis
  - François Aimé Louis Dumoulin (mort le 16 février 1834), artiste suisse
  - George Cranfield Berkeley (mort le 25 février 1818), politicien britannique
  - Guillaume Ferrus (mort le 3 juin 1815), personnalité politique française
- 11 août : Louis Hardouin Tarbé (mort le 7 juillet 1806), personnalité politique française
- 12 août
  - Philippe Henri de Grimoard (mort en 1815), écrivain français
  - Thomas Bewick (mort le 8 novembre 1828), graveur et ornithologue britannique
- 14 août
  - Nicolas François Joseph Richard d'Aboncourt (mort le 17 juin 1813), homme politique français
  - Pierre Étienne Nicolas Germer Dubout-Boulanger (mort le 25 février 1804), personnalité politique française
- 15 août : John Fryer (mort le 26 mai 1817), officier de la Royal Navy
- 17 août : Josef Dobrovský (mort le 6 janvier 1829), philologue, historien, grammairien tchèque
- 18 août
  - Armand Jean Simon Elizabeth de Brunet de Castelpers de Panat (mort le 15 octobre 1811), personnalité politique française
  - Gilles Dominique de Boisgelin de Kerdu (mort le 3 juillet 1794), général de brigade de la Révolution française
  - Jacques Caquet (mort le 14 juillet 1832), personnalité politique française d'Eure-et-Loir
- 19 août
  - Giovanni Amat Malliano (mort le 15 mars 1833), militaire italien
  - Louis Bastoul (mort le 15 janvier 1801), général français
  - Matveï Platov (mort le 15 janvier 1818), général russe
- 22 août
  - Christian Friedrich Ruppe (mort le 25 mai 1826), compositeur et théoricien de la musique, d'origine allemande
  - Francisco José de Lacerda e Almeida (mort le 18 octobre 1798), explorateur portugais
  - Gaetano Filangieri (mort le 21 juillet 1788), écrivain italien
- 24 août
  - Alexandre Rimski-Korsakov (mort le 25 mai 1840), général russe
  - Bartolina Sisa (morte le 5 septembre 1782), combattante aymara
  - Louis-Marie de La Révellière-Lépeaux (mort le 27 mars 1824), politicien français
- 25 août
  - Anton August Heinrich Lichtenstein (mort le 17 février 1816), zoologiste allemand
  - Joseph Louis Desportes (mort le 7 mars 1816), personnalité politique française
  - Nicolas Louis Auguste de Grimoard (mort le 11 janvier 1838), général français de la Révolution et de l’Empire
- 26 août : Joséphine de Lorraine (morte le 8 février 1797), princesse de Carignan
- 27 août : Charles Esprit Marie de La Bourdonnaye (mort le 22 mai 1840), personnalité politique française
- 29 août
  - Charles-Gui-François Agier (mort le 20 mai 1828), homme politique français
  - François-Louis de Carondelet (mort le 25 mars 1833), abbé, député à l'Assemblée nationale constituante
  - Jean Bertholet (mort le 27 août 1823), militaire français de la Révolution et de l’Empire
  - Jean Ernouf (mort le 12 septembre 1827), militaire français
- 30 août
  - Auguste Marie Raymond d'Arenberg (mort le 26 septembre 1833), homme politique français
  - Jean-Baptiste Lacoste (mort le 13 août 1821), député du Cantal à la Convention
- 31 août : Pierre François Barbié (mort le 14 mars 1808), personnalité politique française

## Décès
- 3 août
  - Johann Gottfried Auerbach (né le 28 octobre 1697), artiste autrichien
  - Louis-Henri de La Tour d'Auvergne (né le 2 août 1679), aristocrate français
- 4 août : Gottfried Silbermann (né le 14 janvier 1683), facteur d'orgues saxon
- 5 août
  - Giacomo Sanvitale (né le 20 février 1668), historien italien
  - Johann Gottfried Auerbach (né le 28 octobre 1697), artiste autrichien
- 6 août : Georg Wilhelm Richmann (né le 22 juillet 1711), physicien allemand
- 17 août : Olof Torén (né le 1er octobre 1718), naturaliste et pasteur luthérien suédois
- 19 août
  - Johann Balthasar Neumann (né le 27 janvier 1687), ingénieur et architecte allemand
  - Joseph Greaton (né le 12 février 1679), prêtre jésuite anglais et missionnaire en Amérique du Nord
- 20 août : Thomas L'Affichard (né le 22 juillet 1698), auteur français (1698-1753)
- 24 août : François-Arnoul Poisson de Roinville (né le 15 mars 1696), acteur français
- 28 août : Francesco Paolo Supriani (né le 11 juillet 1678), compositeur italien